# اردشیر (هزاربد)
اردشیر (پارسی میانه: Ardašīr) یکی از نجیب‌زادگان ساسانی در سده سوم میلادی در زمان حکومت نرسه و یک هزاربد بود.

## زندگی

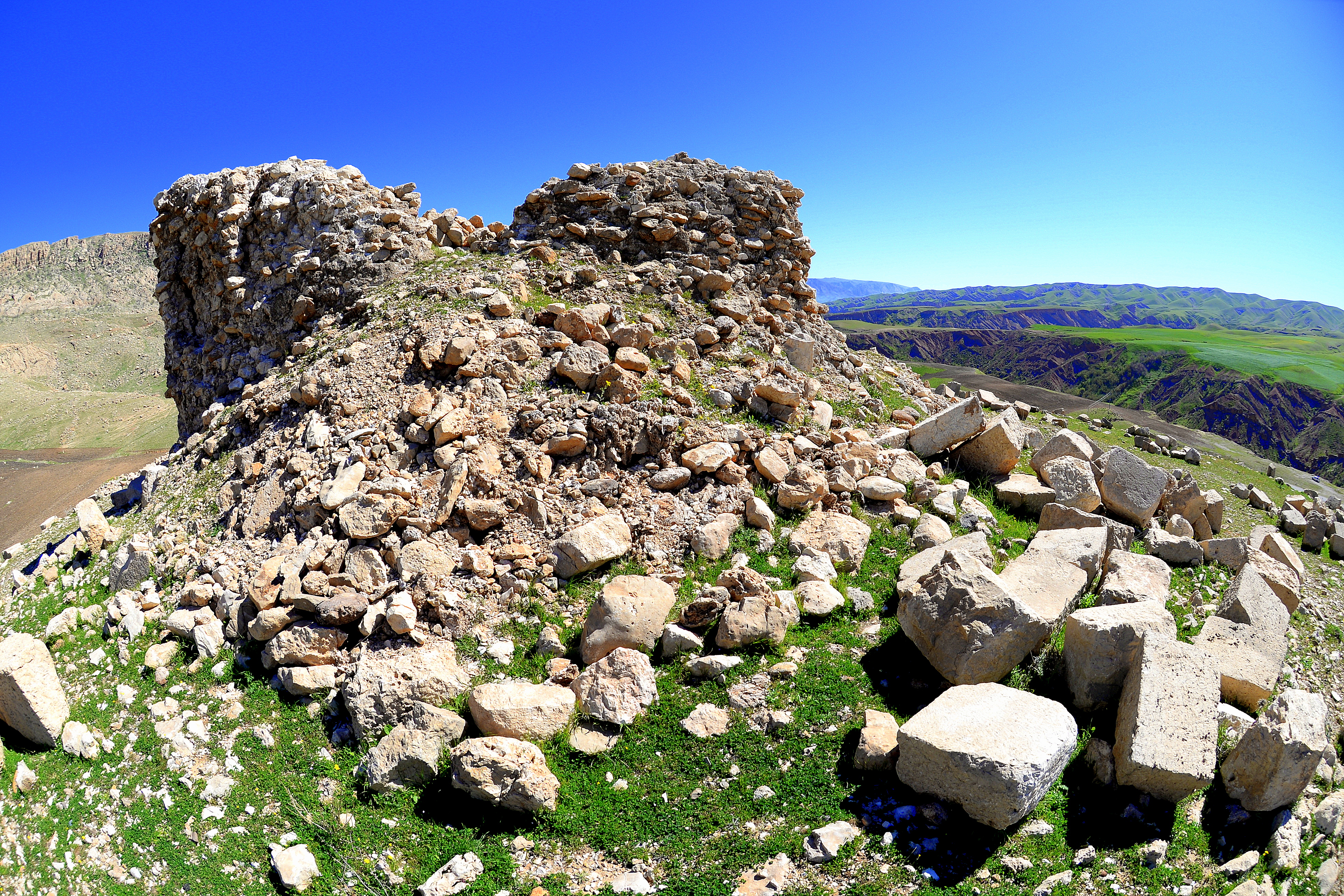
برج پایکولی که سنگ‌نوشته نرسه بر آن نوشته شده‌است

از اردشیر در سنگ‌نوشته پایکولی به عنوان هزاربد و از پشتیبانان نرسه یاد شده‌است.